# Paweł Czapiewski
Paweł Czapiewski, född den 30 mars 1978 i Stargard Szczeciński, är en polsk friidrottare som tävlar i medeldistanslöpning.
Czapiewskis genombrott kom när han 2001 blev bronsmedaljör vid VM i Edmonton på 800 meter på tiden 1.44,63. Året därefter blev han europamästare inomhus på samma distans på tiden 1.44,78. Han deltog även vid EM utomhus 2002 och slutade då på en fjärde plats.
Han deltog vid VM i Helsingfors men blev då utslagen redan i semifinalen. Vid Olympiska sommarspelen 2008 blev han utslagen redan i försöken på 800 meter.

## Personliga rekord
- 800 meter - 1.43,22
- 1 500 meter - 3.40,14